# Agrotis austalea
Agrotis austalea là một loài bướm đêm trong họ Noctuidae.